# خانه موسیقی مجلسی کومیتاس
خانه موسیقی مجلسی کومیتاس (ارمنی: Կոմիտասի անվան կամերային երաժշտության տուն (Komitasi anvan kamerayin yerazhshtut'yan tun)) یک تالار کنسرت در ایروان ارمنستان می‌باشد که در خیابان ایساهاکیان در داخل پارک دایره‌ای ناحیه کنترون واقع شده‌است. این مکان توسط معمار استپان گیورگچیان طراح شده‌است و توسط مهندس ادوارد خزمالیان بنا شده‌است. تالار موسیقی در اکتبر ۱۹۷۷ افتتاح شده‌است. این بنا در فهرست بناهای یادبود فرهنگی و تاریخی شهر ایروان قرار گرفته‌است